# Trifluorometilo

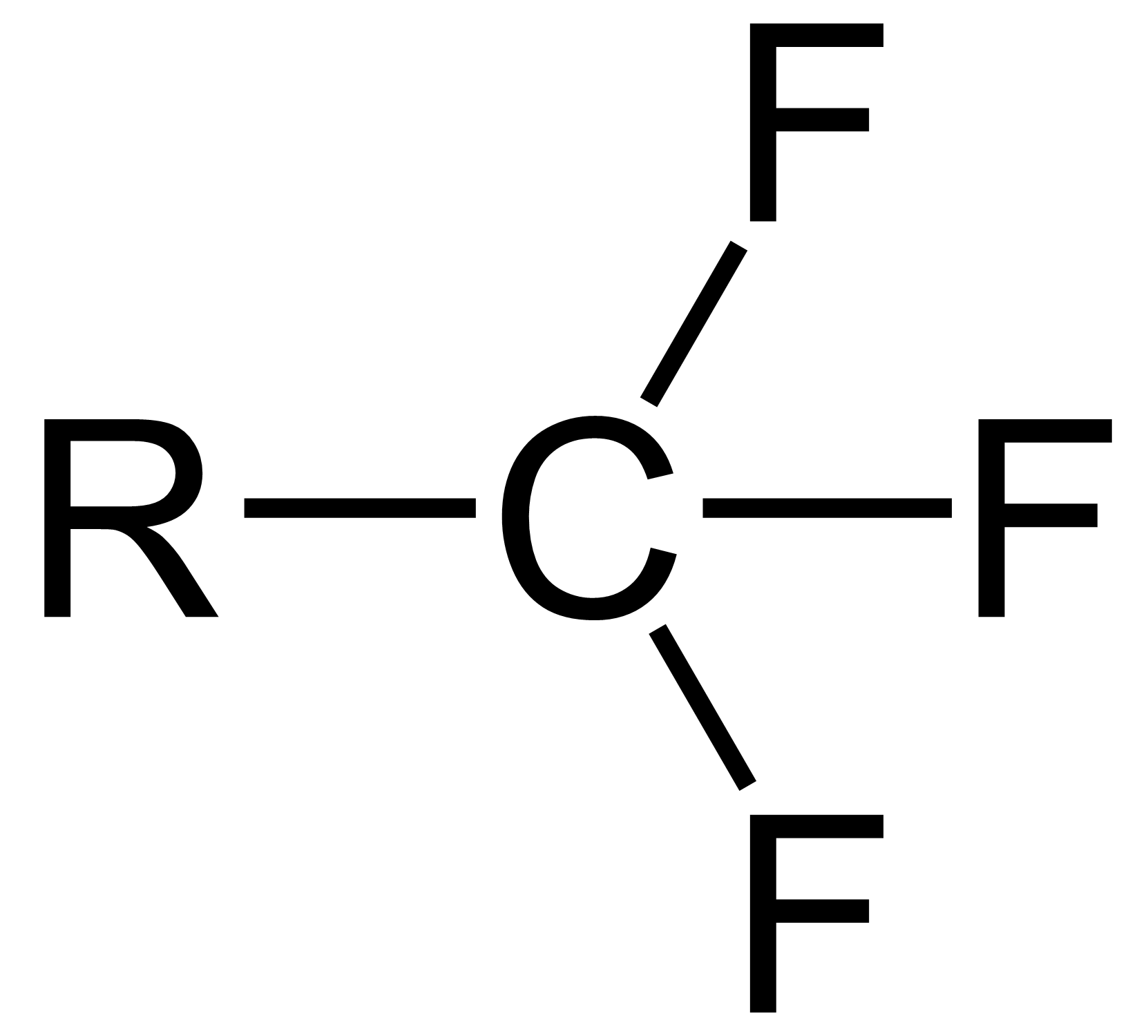
Grupo trifluorometil

El Trifluorometilo es un grupo funcional con la fórmula -CF3. El nombre de este grupo deriva del grupo metilo (-CH3), al reemplazar cada hidrógeno por un átomo de flúor. Algunos ejemplos comunes son trifluorometano (HCF3), 1,1,1-trifluoroetano (CH3CF3) y hexafluoroacetona (F3C-CO-CF3). Los compuestos con este grupo son una subcategoría de los compuestos organofluorados.

## Propiedades
El grupo trifluorometilo tiene una electronegatividad significativa que es usualmente descrita como intermedia entre las electronegatividades del flúor y el cloro. Por esta razón, los compuestos con el sustituyente trifluorometilo son usualmente ácidos fuertes como ácido trifluorometansulfónico y el ácido trifluoroacético. De forma contraria, el grupo trifluorometilo disminuye la basicidad de compuestos como el trifluoroetanol

## Usos
El grupo trifluorometilo aparece en algunos fármacos y fluorocarburos sintetizados abióticamente. El uso medicinal del grupo -CF3 data de 1928 aunque la investigación se volvió más intensa a mediados de la década de 1940. El grupo trifluorometilo es usualmente usado como un bioisóstero para crear derivados al reemplazar un grupo cloruro o metilo. Esto puede ser usado para ajustar las propiedades estéricas o electrónicas de un compuesto en desarrollo o para proteger un grupo metilo reactivo de la oxidación metabólica. Algunas medicinas notables que contienen el grupo trifluorometilo incluyen efavirenz (sustiva), un inhibidor de la transcriptasa inversa del VIH; fluoxetina (prozac), un antidepresivo y celecoxib (celebrex), un medicamento antiinflamatorio no esteroide. 
El grupo trifluorometilo también puede ser añadido para cambiar la solubilidad de moléculas que contienen otros grupos de interés.

## Síntesis
Existen varios métodos para introducir este grupo funcional. Los ácidos carboxílicos pueden ser convertidos a grupos trifluorometilo mediante tratamiento con tetrafluoruro de azufre. Compuestos trihalometilados, particularmente los éteres de trifluorometilo o aromáticos trifluorometilados pueden ser convertidos a compuestos con dicho grupo por la reacción con trifluoruro de antimonio y pentacloruro de antimonio (reacción de Swarts). Otra ruta para obtener aromáticos trifluorometilados es la reacción de yoduros de arilo con trifluorometilo de cobre. Por último, carbonilos trifluorometilados pueden ser preparados por la reacción de aldehídos y ésteres con el reactivo de Ruppert.